# Mordechaj

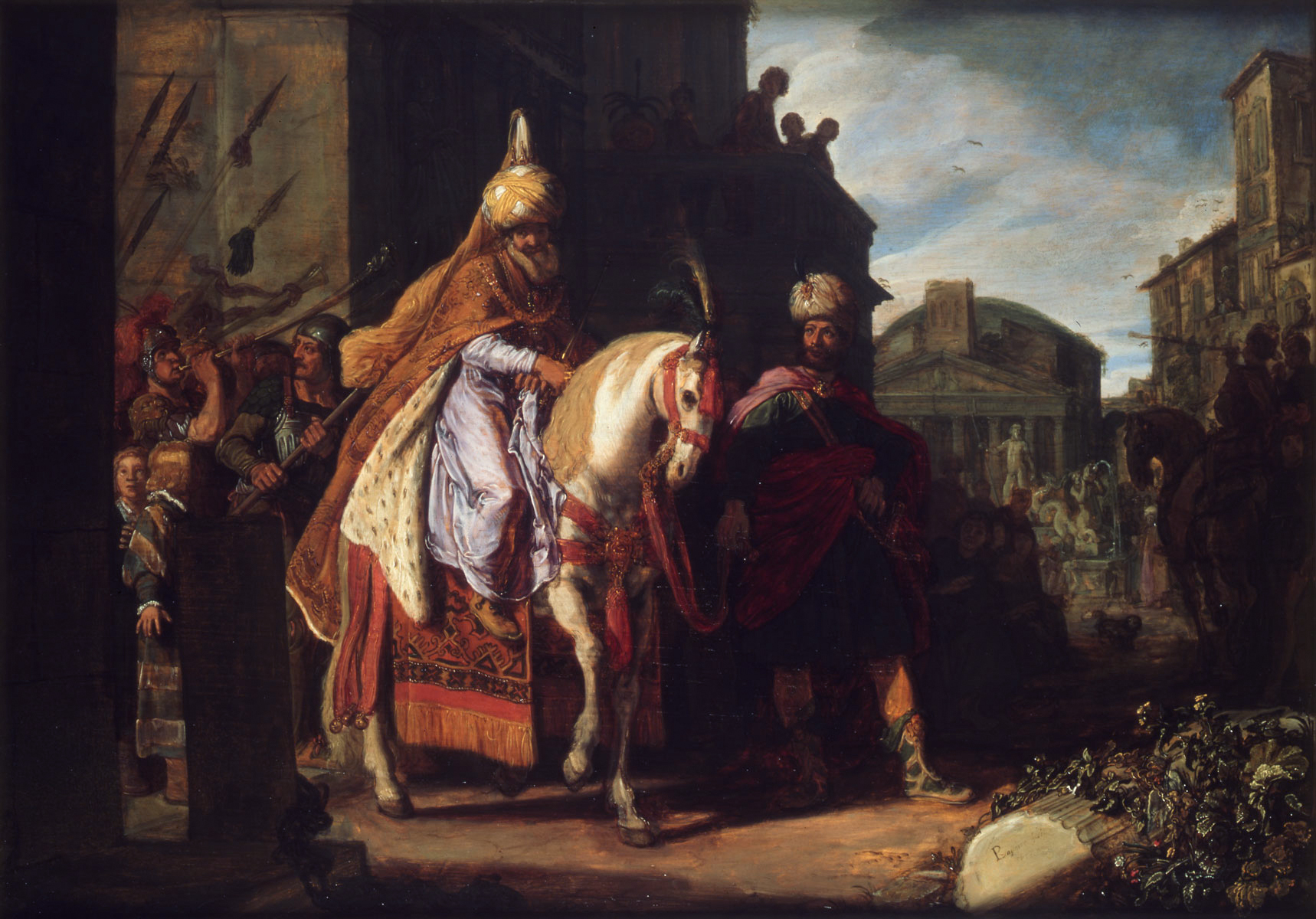
Pieter Pietersz Lastman: Mordechajův triumf, Amsterdam 1624

Mordechaj (hebrejsky מרדכי, v Kralické bibli Mardocheus, v českém ekumenickém překladu Mordokaj), je biblická postava hrdiny ze starozákonní knihy Ester.

## Strážce královského paláce
Mordechaj byl Žid, syn Jairův z Benjaminova rodu. Mordechaj žil v perské diaspoře v Susách, tehdy hlavním městě Perské říše. Patřil k vojákům, kteří hlídali bránu královského paláce a projevil statečnost, když zmařil jeden pokus o vraždu krále. Mordechaj byl bratranec a zároveň adoptivní otec Ester, kterou si perský král Achašveróš (ve skutečnosti to byl Xerxés I. nebo Artaxerxés II.) zvolil za manželku a perskou královnu.

## Hamanovy intriky a poprava
Král Achašveróš později jmenoval úředníka Hamana nejvyšším vládním úředníkem říše, před nímž museli všichni královští služebníci pokleknout. Jen Žid Mordechai odmítl pokleknout. Haman se rozzuřil, ze vzteku a nenávisti chtěl vyvraždit všechny Židy v říši a získat tak jejich majetek. Haman pro to určil den losem (hebrejsky Pur), od kterého je odvozen název židovského svátku Purim. Dal postavit šibenice pro Mordechaje a další Židy. Ester uspořádala hostinu, na níž králi odhalila Hamanovy plány a přiznala svou židovskou identitu. Poté dal král Hamana popravit.

## Mordechajův triumf
Mordechaj slavil svůj triumf a stal jedním z nejuznávanějších mužů královského dvora, hrdinou všech Židů. Rozeslal poselství všem Židům do sto dvaceti sedmi krajů Achašvérošova království, v němž je nabádal k oslavě židovského svátku purim. Výzvu potvrdila také královna Ester.

## Úcta a hrob
Mordechaj byl uctíván jako prorok a jeho příběh se objevuje také v literatuře perské a v mogulské Indii. Židovská komunita dosud uctívá kamenné tumby Mordechaje a Ester v synagóze v íránském městě Hamadán.

## Ikonografie
Nejstarší dochované vyobrazení Mordechaje je v nástěnné malbě v synagóze v Dura Európos v Sýrii, ze 3. století našeho letopočtu. Mordechaj je namalován jako vítěz, přijíždějící na bílém koni, proti němu vycházejí dvořané, na trůnu sedí Achašveróš, po jeho levici královna Ester. Mordechajova triumfální jízda je také námětem většiny obrazů z raného novověku, jeho židovské rysy tváře zdůrazňují zvláště nizozemští malíři Rembrandtovy generace. Ojedinělý Mordechajův triumf s královskou korunou na hlavě v téže době zachytila bruselská tapisérie ze sbírky Uměleckoprůmyslového muzea v Praze. V norimberské Světové kronice Hartmanna Schedelaz roku 1493 je Mordechaj vyobrazen mezi starozákonními proroky. V malbě 19. století se zdůrazňovala Mordechajova hrdost Žida, s níž odmítl padnout na kolena a pokořit se Hamanovi (například na obraze Paula Alexandra Leroye z roku 1884).

## Galerie

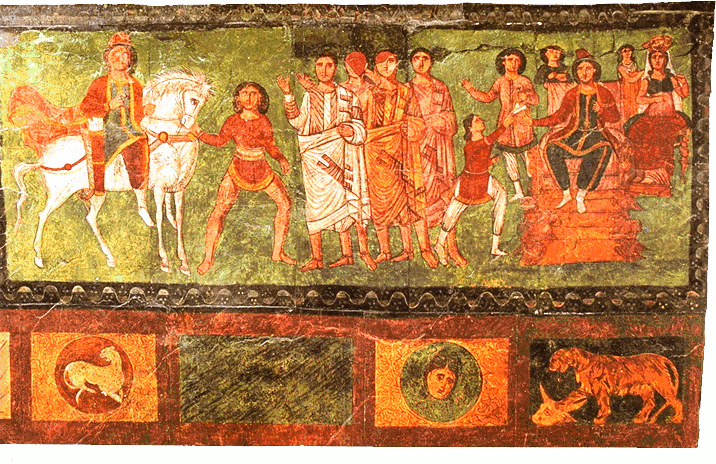
Malba v synagóze, Dura Európós, 3. stol.
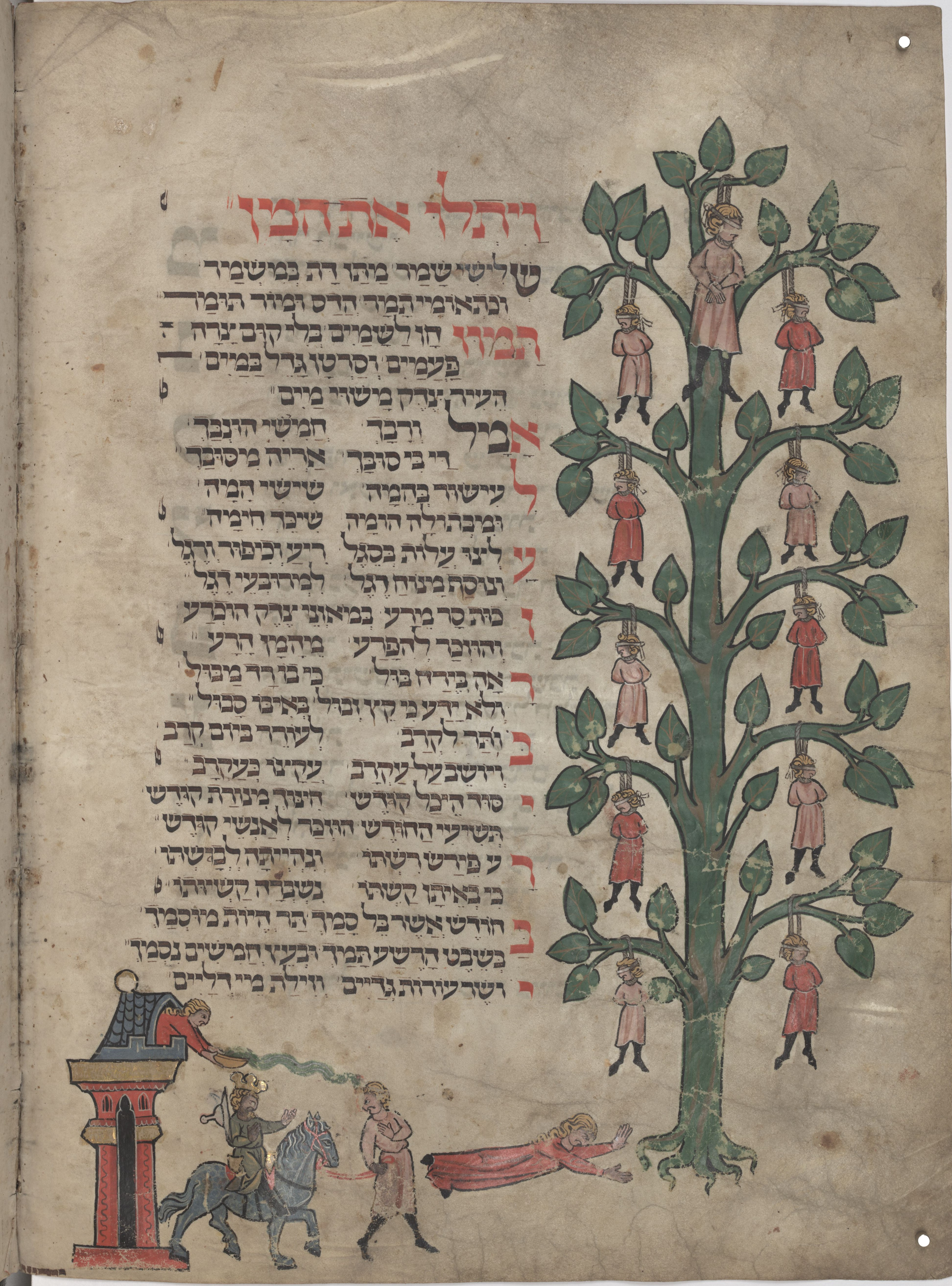
Mordechaj a oběšení dvořané v hebrejské bibli
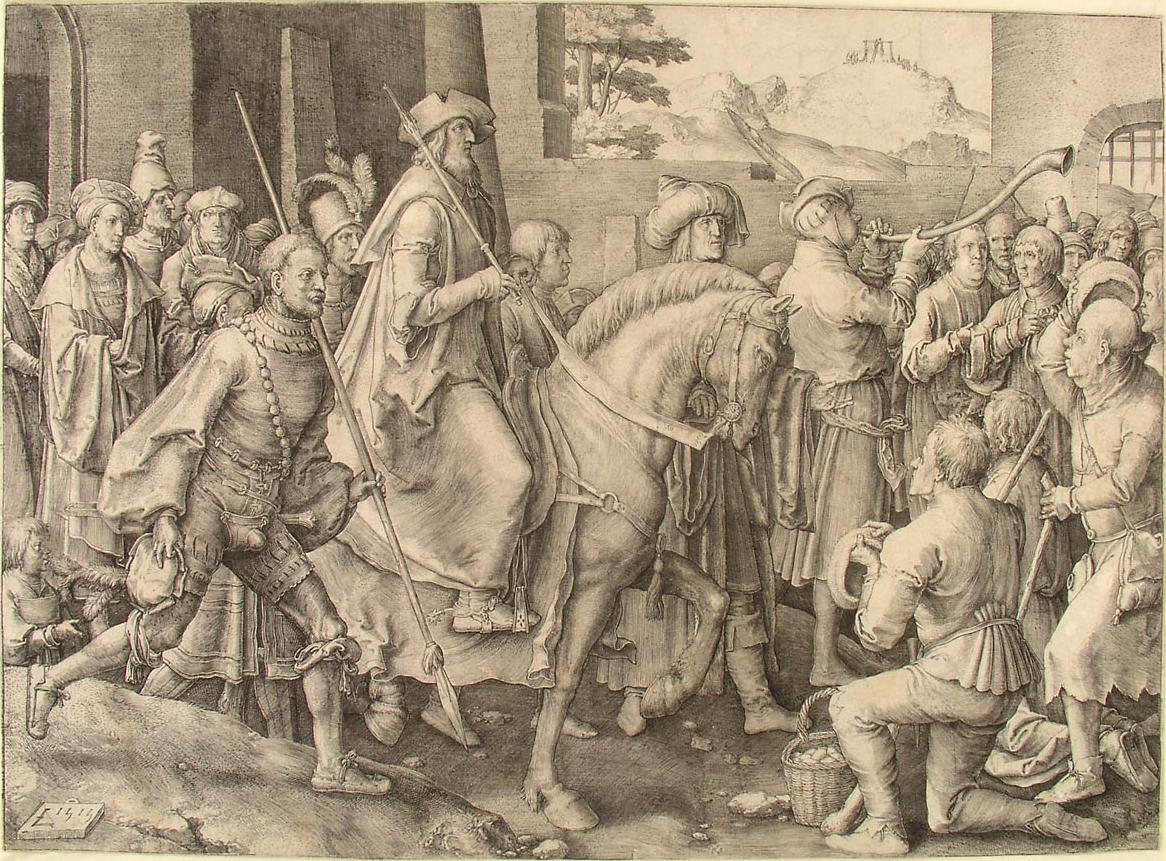
Lucas van Leyden: Mordechajův triumf, 1515
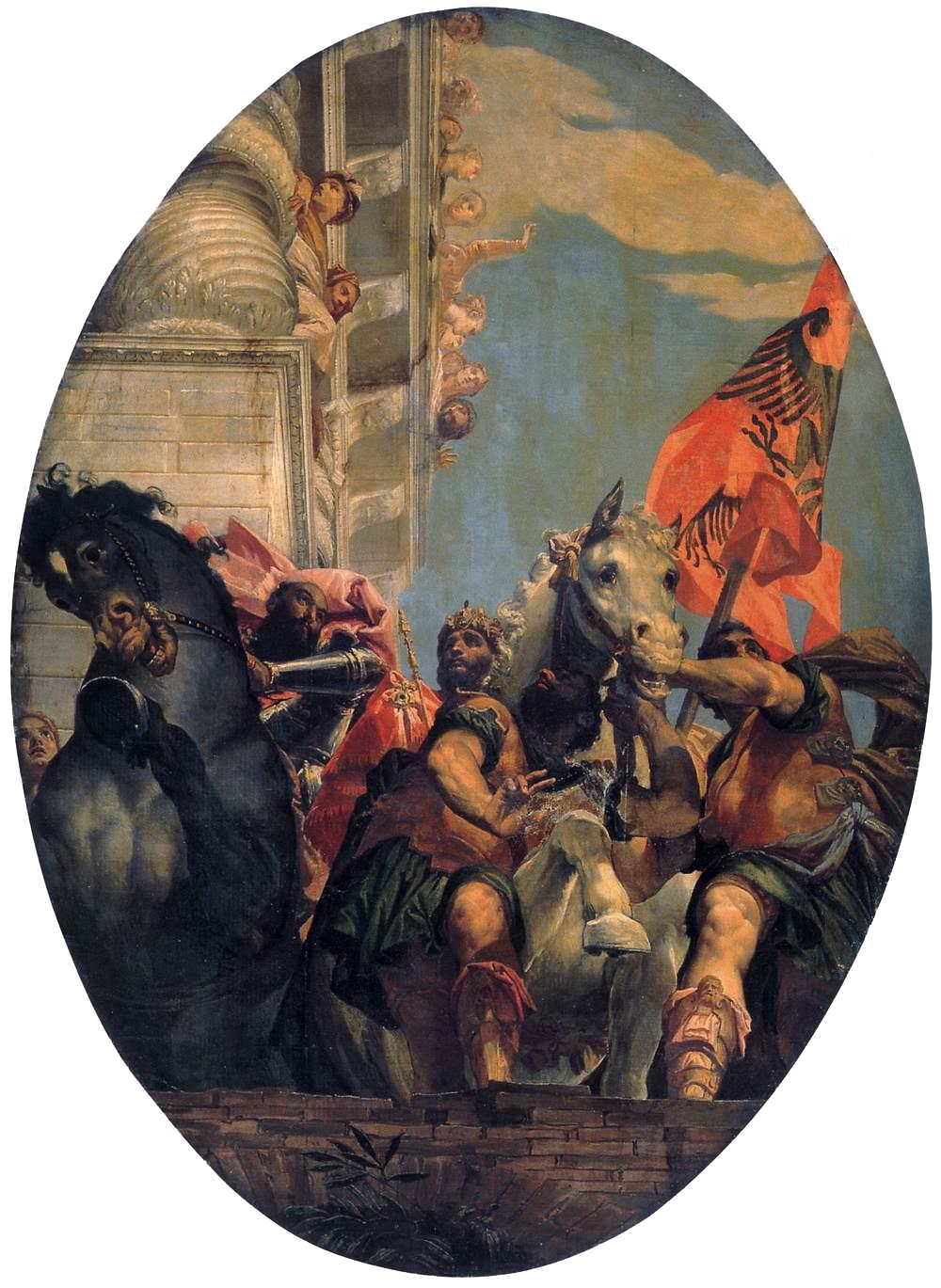
Paolo Veronese: Mordechajův triumf, 1566
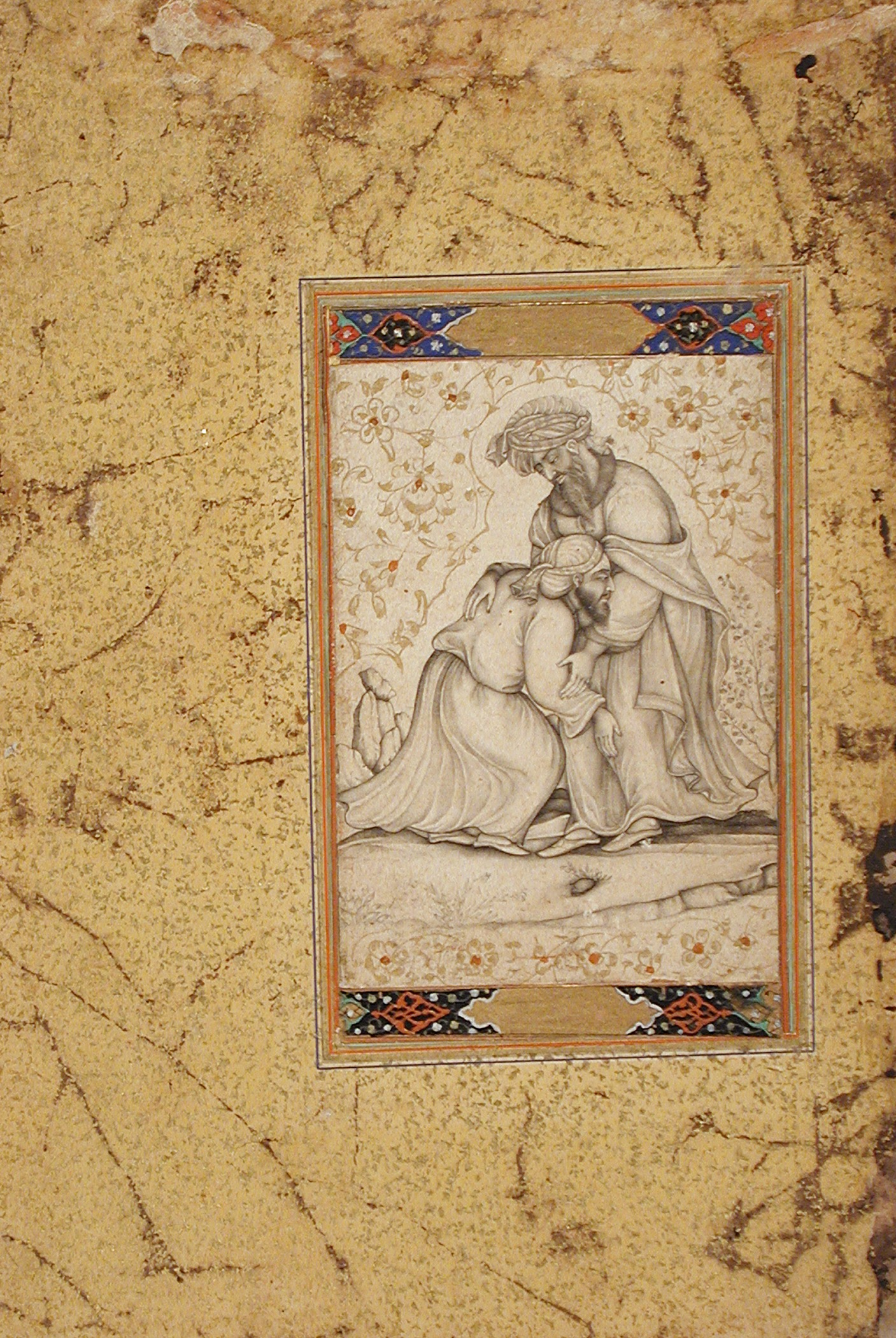
Mordechaj s Achašveróšem, ilustrace, Indie 1610
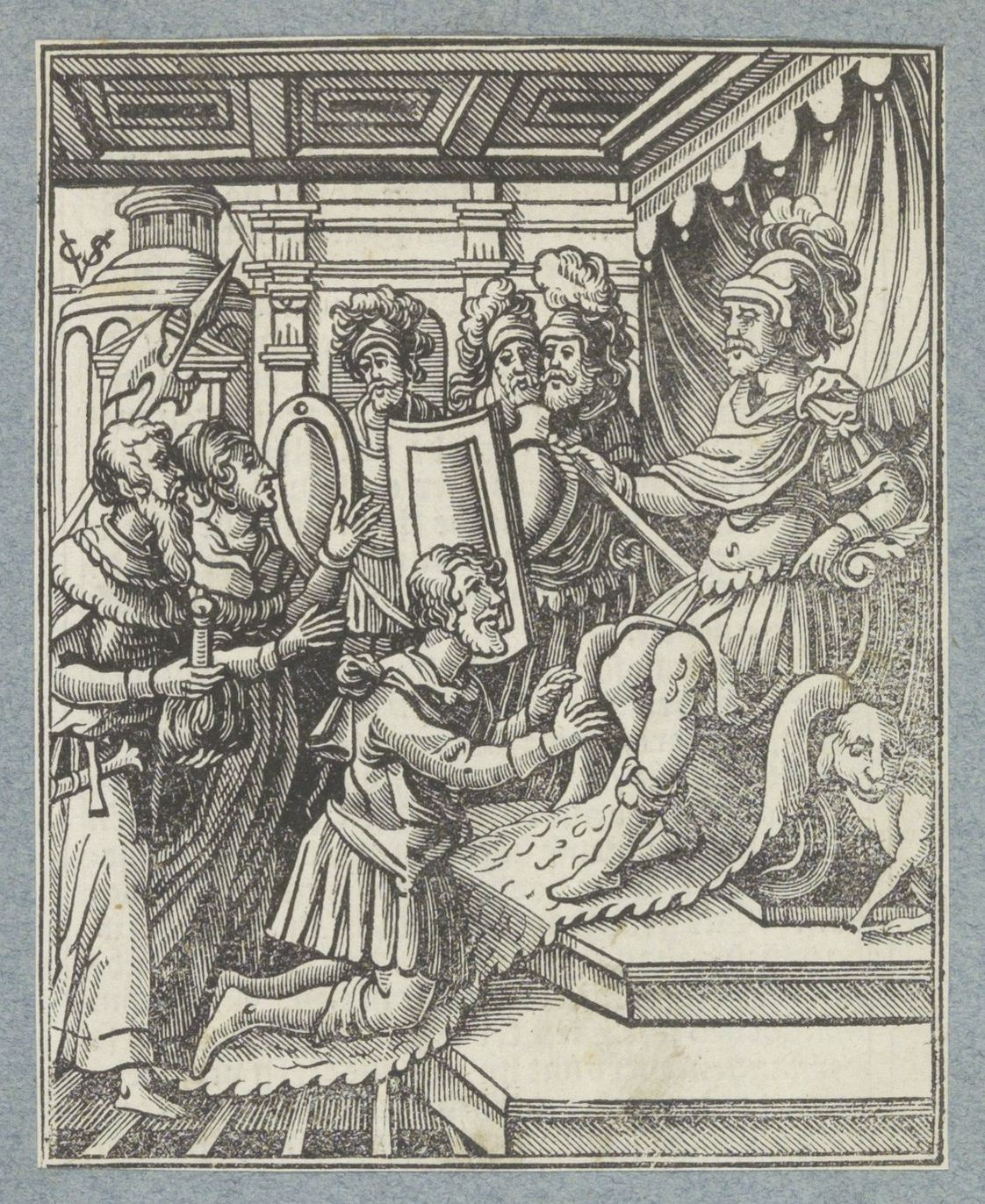
Mordechaj před Achašveróšem, Amsterdam 1645
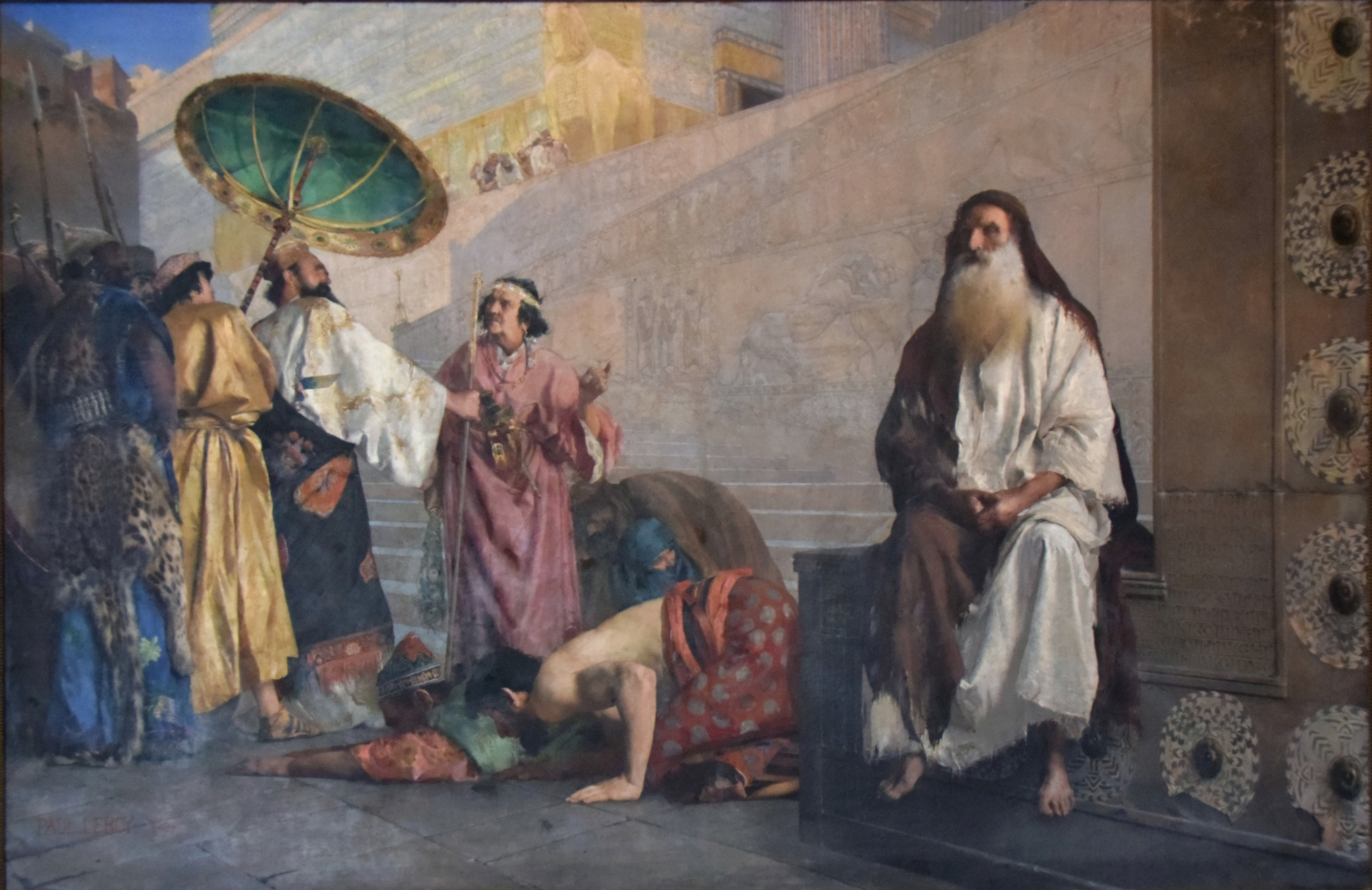
Paul Alexander Leroy: Haman a Mordechaj, 1884
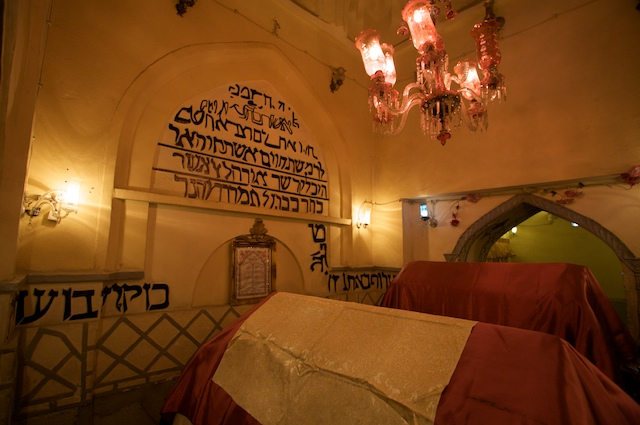
Hroby Mordechaje a Ester v Hamadánu

## Jiní nositelé jména
- Mordechaj Maisel – český židovský bankéř a dobrodinec
- Mordechaj Geldman – současný izraelský umělec
- Mordechaj Anielewicz – vůdce povstání ve varšavském ghettu